# Vukro
Vukro (prije znan kao Dongolo) je grad na sjeveru Etiopije, u Regiji Tigraj u Zoni Mibrakavi. Vukro je udaljen oko 780 km sjeverno od glavnog grada Adis Abebe, te oko 50 km sjeverno od regionalnog središta Mek'elea. Vukro leži na nadmorskoj visini od 1972 metara, na magistralnoj cesti Asmara - Adis Abeba, najveći je grad u woredi Vukro.

## Osobine
I Vukro je poput Lalibele poznat po svojim crkvama isklesanim iz jednog kamenog bloka, iako ih nema toliko puno i nisu toliko znane. Zbog tog je i promijenio ime početkom 20. stoljeća iz Dongola u Vukro što na tigrinji znači rezbariti u živoj stijeni.
Najznačajniji industrijski pogon u gradu je štavionica kože Sheba Tannery Plc otvorena 2004., koja dnevno obradi do 6.000 koža na dan.
Kuvajtski premijer šeik Nasser Mohammed Al-Ahmed Al-Sabah najavio je u srpnju 2009., tijekom svog trodnevnog posjeta Etiopiji, kako će njegova zemlja dati 63 milijuna dolara kredita Etiopiji, dio od tog iznosa išao bi i za izgradnju bolje ceste između Vukra i Zalambesija na etiopsko-eritrejskoj granici.

## Povijest
Francisco Álvares bio je prvi poznati europljanin koji je ostavio svoje zapise o svom posjetu Vukru, kada je kao izaslanik portugalskog kralja posjetio Etiopiju 1521. On je vrlo detaljno opisao i crkvu isklesanu iz jednog kamenog bloka - Marjam Vukro.  Nakon toga kroz Vukro je prošao i britanski ekspedicioni korpus 1868. pod zapovjedništvom general pukovnika Sir Roberta Napiera na svom putu za utvrdu cara Tevodrosa II. u Magdali. I oni su posjetili jednu od obližnjih crkvi isklesanih u kamenu (vjerojatno je da je to bila crkva Vukro Kirkos), čak su bili uvjerenja da su prvi Europljani koji su posjetili te neobične etiopske građevine Pored Vukra postoji još jedna značajna građevina u tom stilu, to je crkva Giorgis Bete. 
Za vrijeme talijanske okupacije Vukra (1936. – 1941.), jedan talijanski kolonist Francesco Baldassare pokrenuo je mlin u Vukru, no napustio ga je nakon talijanskog povlačenja 1941.  Dawit W. Girgis u svojim memoarima piše da je 1964. godine, u okolici Vukra uz dozvolu cara Haile Selasija, djelovala tajna izraelska baza za obuku sudanskih gerilaca (pobunjenici iz Anjanja grupe).
Tijekom etiopskog građanskog rata, Vukro je bio česta meta zračnih napada vojnog režima Derg 1988., u tim napadima poginulo je 175 stanovnika grada.

## Stanovništvo
Prema podacima Središnje statističke agencije Etiopije -(CSA) za 2005. grad Vukro imao je 28,583 stanovnika, od toga 13,947 muškaraca i 14,636 žena.